# Округ Скалица
Округ Скалица (слч. Okres Skalica) округ је у Трнавском крају, у Словачкој Републици. Административно средиште округа је град Скалица.

## Географија
Налази се у сјеверном дијелу Трнавског краја.
Граничи:
- на сјеверу, истоку и западу је Чешка,
- јужно Округ Сењица.

Клима је умјерено континентална.

## Становништво
| Година:    | 1994.  | 2004.   | 2014.   | 2024.   |
| ---------- | ------ | ------- | ------- | ------- |
| Број људи: | 46 384 | 47 134  | 46 934  | 46 764  |
| Разлика:   |        | +1,61 % | -0,42 % | -0,36 % |

| Година:    | 2023.  | 2024.   |
| ---------- | ------ | ------- |
| Број људи: | 46 916 | 46 764  |
| Разлика:   |        | -0,32 % |

Према подацима о броју становника из 2021. године округ је имао 47.525 становника.  Словаци чине 94,17% становништва.
| Етнички састав (2011)‍ | Етнички састав (2011)‍ | Етнички састав (2011)‍ | Етнички састав (2011)‍ | Етнички састав (2011)‍ |
| --------------------- | --------------------- | --------------------- | --------------------- | --------------------- |
|                       |                       |                       |                       |                       |
| Словаци               | Словаци               |                       | 0                     | 94,17%                |
| Чеси                  | Чеси                  |                       | 0                     | 1,63%                 |
| остали, непознато     | остали, непознато     |                       | 0                     | 4,20%                 |

## Насеља
У округу се налази три града и 18 насељених мјеста. Градови су Гбели, Скалица и Холич.